# Предикация
Предика́ция (лат. praedicātio — высказывание, утверждение) в лингвистике — одна из функций языкового выражения; предикация соотносит мысль к действительности: состоянию объекта к субъекту, событие к ситуации. Предикация — формальное установление связей между субъектом и предикатом
В предикации, которую можно считать актом высказывания, построения пропозиции, выделяются два этапа:
- незавершённая предикация (или предикация в узком смысле) — соединение смыслов более простых языковых выражений;
- завершённая предикация (или предикация в широком смысле) — выражение отношения говорящего к действительности, утверждение или отрицание пропозиции;

Курдюмов В. А. в своей диссертации идёт даже дальше, утверждая, что

Не будет ошибочным и простое описание: язык есть предикация. Мы полагаем, что в целом наиболее удобным и точным будет рабочее определение языка как совокупности предикационных цепей, поскольку все многомерное пространство как раз и покрывается этими цепями на разных уровнях.— 

## Примеры
Общая часть, имеющая вид предложения, такая, как: «Солнце взошло», «Солнце взошло.», «Солнце взошло?», «Солнце взошло!», «Неверно, что Солнце взошло.» и т. п. будет являться для предложений незавершённой предикацией. Смысловая неизменяемость «Солнце взошло» соответствует предложению «Солнце взошло.» по своей поверхностной структуре, но указанное предложение имеет иную глубинную структуру, а именно — «Истинно, что Солнце взошло.» Последнее, в виде самостоятельного предложения, будет уже завершённой предикацией.
Аналогичный пример можно привести для английского языка. Лексически «his reading a book» и «hе reads a book» одинаковы, но во втором предложении присутствует предикация и содержание превращается в законченное предложение.
Предикация может быть не только единичой («Фидо есть собака»), но и множественной: «Фидо меньше, чем Солнце».

## История понятия
Понятие предикации (в смысле формального представления) зародилось ещё в античной логике и позднее стало применяться в лингвистике.
У Аристотеля и Порфирия были предикабилии (лат. praedicabilia), означавшие роды сказуемого (предикатов): род, вид, существенный или несущественный признак.
Стоики применяли понятие «лектон» — словесно оформленное содержание, содержание пропозиции, нейтральное по отношению к истинностному значению, которое можно так или иначе соотнести с действительностью.
Средневековые схоласты определяют предикацию как познавательный акт (лат. apprehensio complex, лат. complexio — соединение), а не простое созерцание вещи. Они детально классифицировали предикации, однако с современной точки зрения основной формулой оставалась всё-таки «S (не) есть P», где «есть» соответствовало одному из трёх случаев (или его отрицанию):
1. отношение подмножества: {\displaystyle S\subset P} («Люди есть смертные»)
2. принадлежность множеству {\displaystyle S\in P} («Сократ есть человек»)
3. эквивалентность {\displaystyle S\equiv P} («Бегемот есть гиппопотам»)

Подзабытое на время понятие подхватил и использовал в своей логике Ч.-С. Пирс, а затем для своей логической системы и Б. Рассел, который говорил, что вещи именуются словами, а факты и события требуют для пропозиции, значит, предикации в языковом выражении.
В современной логике термин «предикация» не употребляется, но понятие расширено от простого «S есть P» на случай многоместных предикатных отношений, таких как «быть знакомым», «находиться ближе к …, чем к …» и стало более соответствовать предикации в лингвистическом понимании.